# Luce nera (romanzo)
Luce nera (Dark Light) è un romanzo di fantascienza dello scrittore scozzese Ken MacLeod, pubblicato nel 2001.

## Storia editoriale
Il romanzo è stato  pubblicato per la prima volta in Gran Bretagna nel 2001 con l'editore Orbit. È il secondo libro di una serie, la cosiddetta trilogia delle Macchine della luce (Engines of Light), composta, nell'ordine, da La fortezza dei cosmonauti (Cosmonaut Keep, 2000), da Luce nera (Dark Light, 2001) e da Engine City (2002).
L'opera, nel 2002, è stata candidata al Premio James Tiptree Jr. e finalista al John W. Campbell Memorial Award, mentre nel 2003 è stata candidata al Premio Prometheus.
In Italia il romanzo è stato pubblicato per la prima volta nel 2009 per l'editore Mondadori, nella collana Urania.

## Edizioni
- (EN) Ken MacLeod, Dark Light, 1ª ed., Londra, Orbit, novembre 2001, ISBN 978-1-84149-069-4.
- (EN) Ken MacLeod, Dark Light, New York, Tor, gennaio 2002, ISBN 978-0-7653-0302-8.
- (HU) Ken MacLeod, Sötét fény, traduzione di Tamás Gábor, Galaktika Fantasztikus Könyvek, Budapest, Metropolis Media, 2009, ISBN 978-963-9828-39-1.
- (ES) Ken MacLeod, Luz oscura, traduzione di Manuel Mata Álvarez-Santullano, Arganda del Rey, La Factoría de Ideas, gennaio 2008, ISBN 9788484219422.
- Ken MacLeod, Luce nera, traduzione di Marcello Jatosti, Urania, n. 1545, Milano, Mondadori, aprile 2009.
- Ken MacLeod, Luce nera, traduzione di Marcello Jatosti, Urania Collezione, n. 191, Milano, Mondadori, dicembre 2018, ISBN 9788852091698.